# Jakub Zhou Wenmo
Jakub Zhou Wenmo (chiń. 周文謨; pinyin Zhōu Wénmó; ur. 1752 w Suzhou w Chinach, zm. 31 maja 1801 w Saenamteo w Korei) – chiński duchowny katolicki, misjonarz, męczennik, błogosławiony Kościoła katolickiego.
Jakub Zhou Wenmo w dzieciństwie stracił rodziców, w związku z czym jego wychowaniem zajęła się babka.
Ukończył seminarium duchowne w Pekinie i przyjął święcenia kapłańskie jako członek pierwszego rocznika absolwentów tego seminarium. W tym czasie wikariusz apostolski Pekinu Alexandre de Gouvea postanowił wysłać misjonarzy do Korei. Jego wybór padł na Jakuba Zhou Wenmo, który przez to stał się pierwszym katolickim misjonarzem w Korei. Jakub Zhou Wenmo opuścił Pekin w lutym 1794 r. Spotkał się z dwoma potajemnymi wysłannikami katolików koreańskich Sabą Ji Hwang i Janem Pak, jednak ponieważ musieli czekać na zamarznięcie granicznej rzeki Yalu Jiang, na ziemi koreańskiej stanęli dopiero 24 grudnia.
Po przybyciu do Seulu Jakub Zhou Wenmo zatrzymał się w domu Macieja Choe In-gil, gdzie uczył się języka koreańskiego. Pierwszą mszę dla koreańskich katolików odprawił w Niedzielę Wielkanocną 1795 r. Jego obecność w Korei stała się wiadoma władzom wrogo nastawionym do chrześcijan, przez co musiał zmienić miejsce pobytu i ukrył się w domu Kolumby Kang Wan-suk, natomiast Saba Ji Hwang, Maciej Choe In-gil oraz Paweł Yun Yu-il zostali uwięzieni i ponieśli śmierć męczeńską.
W ciągu kolejnych 6 lat działalności Jakuba Zhou Wenmo liczba katolików w Korei zwiększyła się z 4000 do 10000. W 1801 r. w Korei na szeroką skalę rozpoczęły się prześladowania katolików. Aresztowanych wiernych torturowano w celu zmuszenia ich do wyrzeczenia się wiary oraz wymuszenia zdradzenia miejsca pobytu kapłanów. Jakub Zhou Wenmo uważając, że katolicy są zabijani z jego powodu, chciał opuścić Koreę i wrócić do Chin. Po namyśle zmienił jednak plany i postanowił oddać się w ręce władz koreańskich, co zrealizował 11 marca 1801 r. Został poddany brutalnym przesłuchaniom, a następnie skazany na śmierć według prawa wojskowego. Ścięto go 31 maja w Saenamteo, a jego głowę zawieszono na bramie.
Jakuba Zhou Wenmo beatyfikował papież Franciszek 16 sierpnia 2014 roku w grupie 124 męczenników koreańskich.
Wspominany jest 31 maja z grupą 124 męczenników koreańskich.